# Памятник в честь Обольского комсомольского подполья
Памятник в честь Обольского комсомольского подполья (бел. Помнік у гонар Обальскага камсамольскага падполля) — памятник в городском посёлке Оболь Шумилинского района Витебской области Белоруссии.

## История
Памятник посвящён Обольской подпольной комсомольской организации «Юные мстители», действовавшей в период Великой Отечественной войны с начала 1942 года по август 1943 года. Комсомольская организация, в состав которой входило около 40 человек, была создана по инициативе Сиротинского подпольного райкома КП(б)Б и ЛКСМБ из комсомольцев и молодёжи посёлка Оболь, деревень Ушалы, Зуи, Мостище и Ферма.
В июне 1942 года состоялось избрание комсомольского комитета организации. В него вошли Е. Зенькова (секретарь), М. Дементьева, В. Езавитов, И. Езавитов, Е. Езавитов, М. Лузгина, З. Портнова, Н. Азолина, В. Шашкова. Деятельностью «Юных мстителей» руководили Сиротинские подпольные райкомы КП(б)Б и ЛКСМБ. За время существования организации комсомольцы в общей сложности произвели 21 диверсию: взорвали водокачку, 3 мотовоза, пустили под откос несколько эшелонов, сожгли льнозавод, несколько мостов, уничтожили около 10 автомашин. Подпольщики добывали и передавали партизанам оружие, медикаменты, информацию о дислокации вражеских войск, проводили агитацию среди населения, распространяли листовки и сводки Совинформбюро. Летом 1943 года организация насчитывала 38 человек и была разделена на 3 группы: Обольскую, Мостищенскую, Ушальскую.
За мужество и героизм, проявленные в борьбе против немецких войск в Великую Отечественную войну, многие подпольщики комсомольской организации «Юные мстители» были награждены орденами и медалями, Е. С. Зенькова и З. М. Портнова были удостоены звания Героя Советского Союза.
В 1968 году, справа от шоссе Городок — Невель, был установлен памятник в честь подпольщиков работы скульптора Я. А. Печкина.

## Описание
Памятник в честь Обольского комсомольского подполья представляет собой бетонную стелу неправильной формы высотой 6 м, на которой размещён четырёхфигурный рельеф с изображениями в профиль юношей и девушек. Различные оттенки драматических переживаний, решительное и гневное выражение лиц переданы выразительной линией. Образная композиция подчёркивает силу духа молодёжи, которая намеревалась бороться с фашистскими захватчиками.